# 서울특별시의 지질

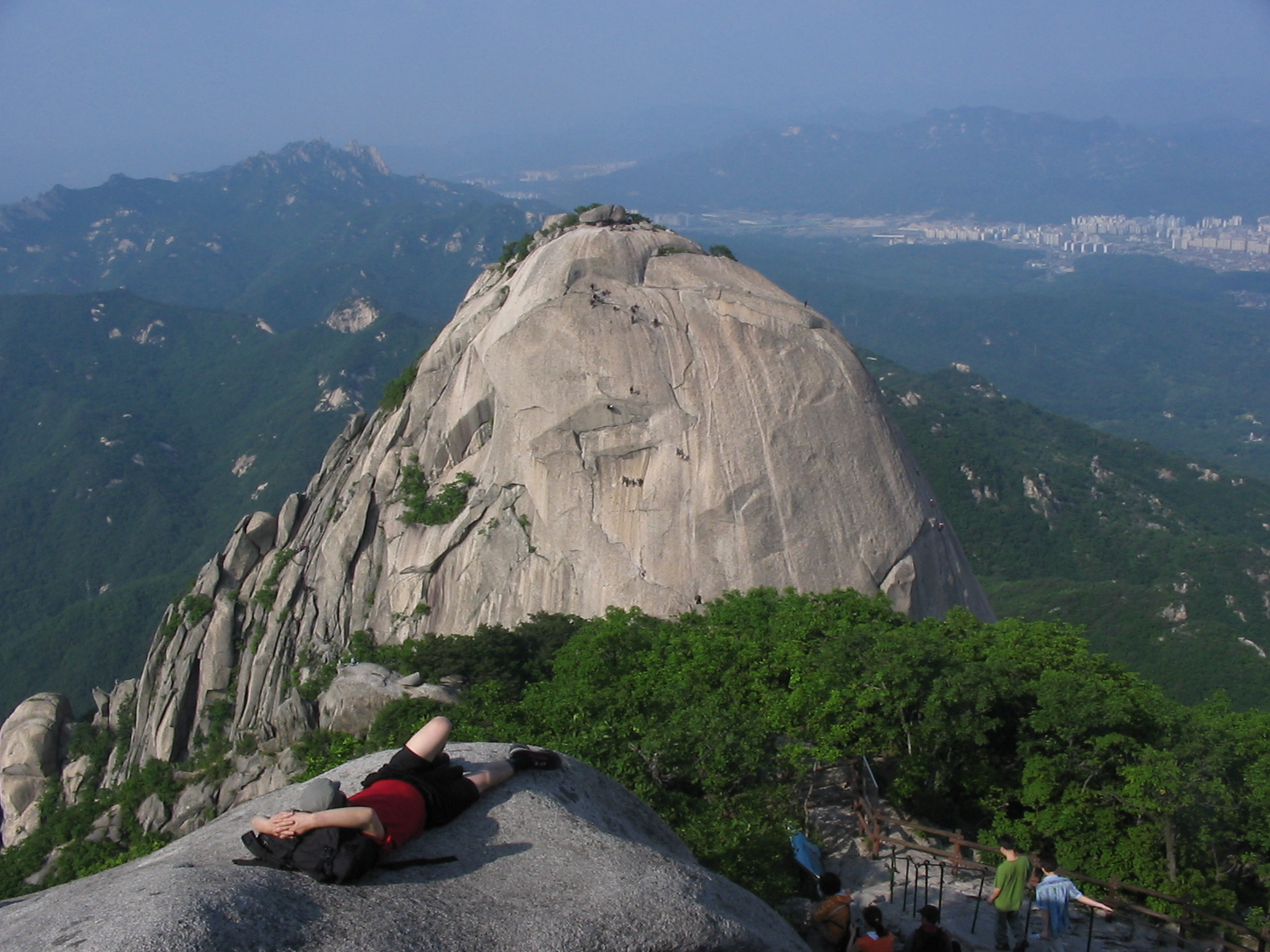
중생대 대보 화강암으로 구성된 북한산 인수봉

본 문서에서는 서울특별시의 지질과 북한산 등 지질유산 및 서울특별시를 지나는 신갈 단층에 대해 설명한다.

## 개요
서울특별시는 경기 지괴/경기 육괴 서부에 위치해 선캄브리아기의 편마암과 이를 관입한 중생대의 대보 화강암으로 구성되며, 하천을 중심으로 이 모두를 부정합으로 덮는 제4기의 충적층이 분포한다. 1:5만 지질도 상으로,
- 의정부 지질도폭(2005)의 남부 (도봉구 도봉동, 노원구 상계동)
- 서울 지질도폭(1982)의 대부분 (강서구, 양천구, 영등포구, 동작구 북부, 마포구, 은평구, 용산구 대부분, 중구 서부, 종로구 중·서부, 북한산)[2]
- 뚝섬 지질도폭(1981)의 서부 (도봉구 남부, 노원구 남부, 성북구, 동대문구, 중랑구, 성동구, 광진구, 용산구 한남동, 보광동, 강남구 북부, 송파구 북부, 강동구)[3]
- 안양 지질도폭(1975)의 북동부 (구로구, 동작구 남부, 관악구, 서초구 방배동)[4]
- 둔전 지질도폭(1982)의 북서부 (서초구, 강남구 남부, 송파구 남부)[5]에 해당한다.

## 선캄브리아기편마암

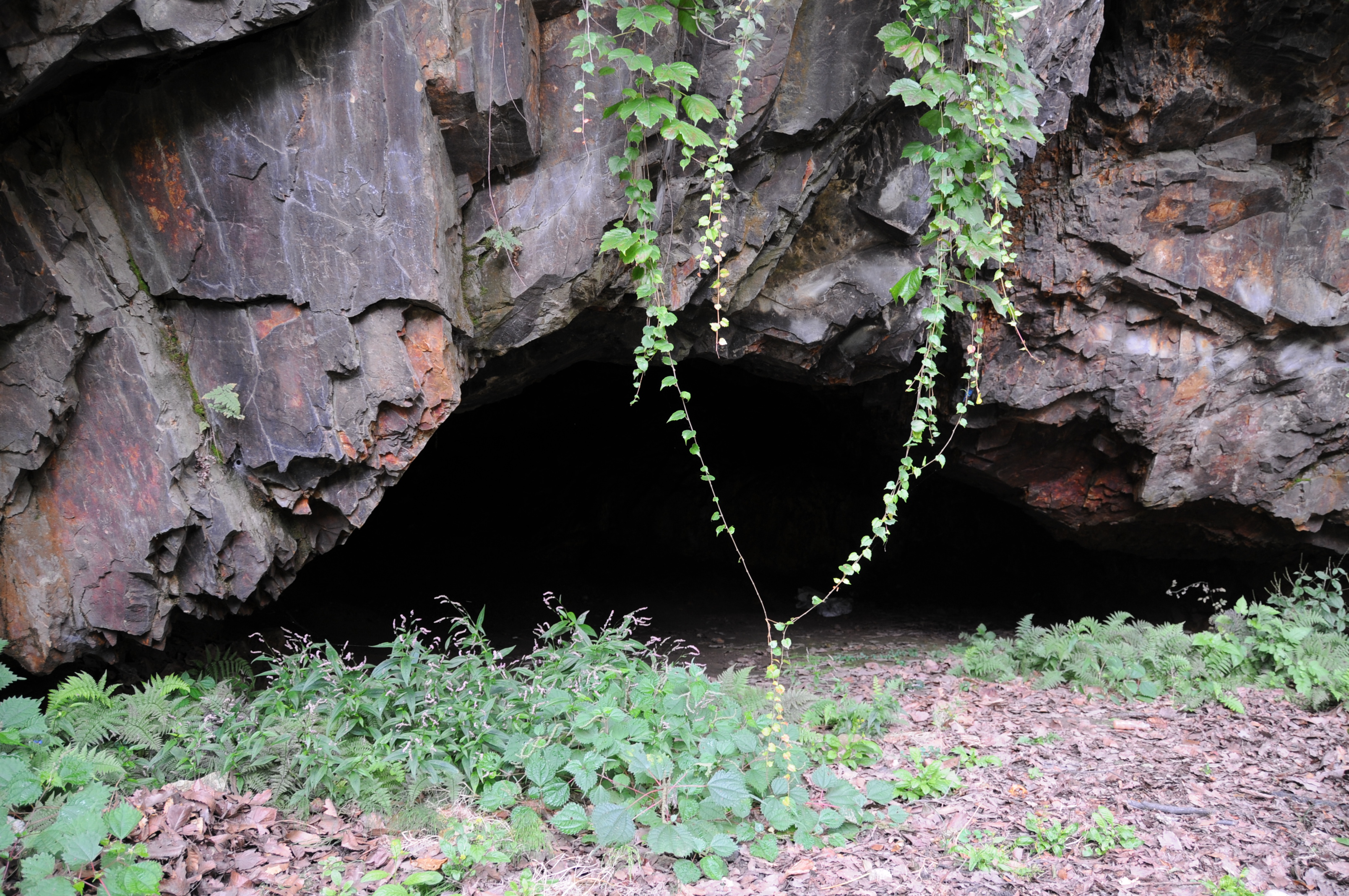
서울 강서구 가양동의 허가바위

경기 지괴/경기 육괴에 속하는 선캄브리아기의 편마암은 지형적으로 저지대를 형성하며 강서구 화곡동, 서대문구, 마포구, 용산구, 은평구, 영등포구, 동작구, 강남구, 서초구 등지에 분포한다. 지질도폭에 따라 호상흑운모편마암, 흑운모호상편마암, 호상 편마암 등으로 조금씩 다르게 명명되어 있다.

### 흑운모 호상 편마암
서울 지질도폭(1982)의 호상 흑운모 편마암(缟狀黑雲母片麻巖, Precambrian Banded Biotite Gneiss)은 경기편마암복합체의 일부로 가장 오래된 암석으로 기저(基底)를 형성한다. 강서구, 영등포구, 마포구, 용산구 일대에 분포하며 지형적으로 저지대를 형성한다. 이 편마암은 퇴적암 기원으로 이후 화강암질 물질의 주입이 몇 차례 있었던 것으로 추정된다. 편마암은 흑운모로 구성된 우흑대(Melasome)와 석영, 장석으로 구성된 우백대(Leucosome)가 교호하는 호상 구조롤 형성한다. 동작구 노량진동 일대에서는 자류석을 포함한다.
호상 흑운모 편마암 내부에는 석회암, 석회규산염암, 규암 등 퇴적암이 협재된다. 석회암은 강서구 방화동, 구로구 고척동과 신월동 일부 지역에 분포하며 회색 내지 담록색을 띤다. 불순물이 많고 색깔도 좋지 않아 경제적인 용도로 사용하기는 어렵다. 규암은 양천구 신정동, 목동 지역에 소규모 분포하며 폭은 2~3 m 정도, 연장은 300 m 미만이다. 담황색 내지 유백색을 띠며 80%가 석영이고 그 외에 백운모와 규산석 등으로 구성된다.
뚝섬 지질도폭(1981)의 경기편마암복합체 호상 편마암은 서울 지질도폭의 호상흑운모편마암과 연속되어 용산구 보광동, 한남동, 광진구 자양동 동부, 광장동, 강동구 고덕동, 강남구 청담동 지역에 분포하며 유색광물 부분(Paleosome)과 우백대(Neosome)가 서로 교호한다.
안양 지질도폭(1975)의 흑운모 호상 편마암(黑雲母缟狀片麻巖, Precambrian Biotite Banded Gneiss)은 구로구와 동작구의 대부분 지역과 관악구 북부 지역에 분포하며 석영·장석질 우백대와 흑운모·각섬석질 우흑대가 교호한다. 암석은 사장석, 석영, 미사장석, 흑운모, 각섬석, 석류석, 남정석, 규선석, 흑연, 백운모로 구성된다.
둔전 지질도폭(1982)의 호상 흑운모 편마암은 서초구 우면동, 강남구, 송파구에 분포하며 성남시로 이어진다. 주로 흑운모와 같은 우흑질 광물로 구성된 암색대(Melasome)와 석영, 장석 등 우백질 광물로 구성된 명색대(Leucosome)가 교호하는 호상 구조를 보인다.

### 흑운모 괴상 편마암
안양 지질도폭(1975)의 흑운모 괴상 편마암(黑雲母塊狀片麻巖, Precambrian Biotite)은 흑운모 호상 편마암 내에 협재된 암석으로 관악구 봉천동 북서부~청능산(159 m)과 구로구 오류동 북부 지역에 소규모로 나타난다. 흑운모 호상 편마암과의 경계는 점이적이며 호상 편마암과 광물 성분이 거의 동일하나 편마 구조가 희미하고 육안상 괴상(塊狀, Massive)으로 화강암과 구별하기 어려운 경우도 있다. 주로 석영, 사장석, 미사장석, 정장석, 흑운모 등으로 구성되고 석류석, 견운모, 남정석 등을 포함한다.

### 안구상 편마암
안구상 편마암(眼球狀片麻巖, Augen Gneiss)은 강남구 논현역~논현동 일대에 소규모 분포하며 석영 및 장석의 반상변정이 렌즈 또는 안구 모양을 보이고 그 주변에 북동 30~70° 주향의 엽리가 발달한다. 안구상 구조를 제외하면 경기편마암복합체 호상 편마암과 유사하며 양자의 관계도 점이적이다.

### 세립질 편마암

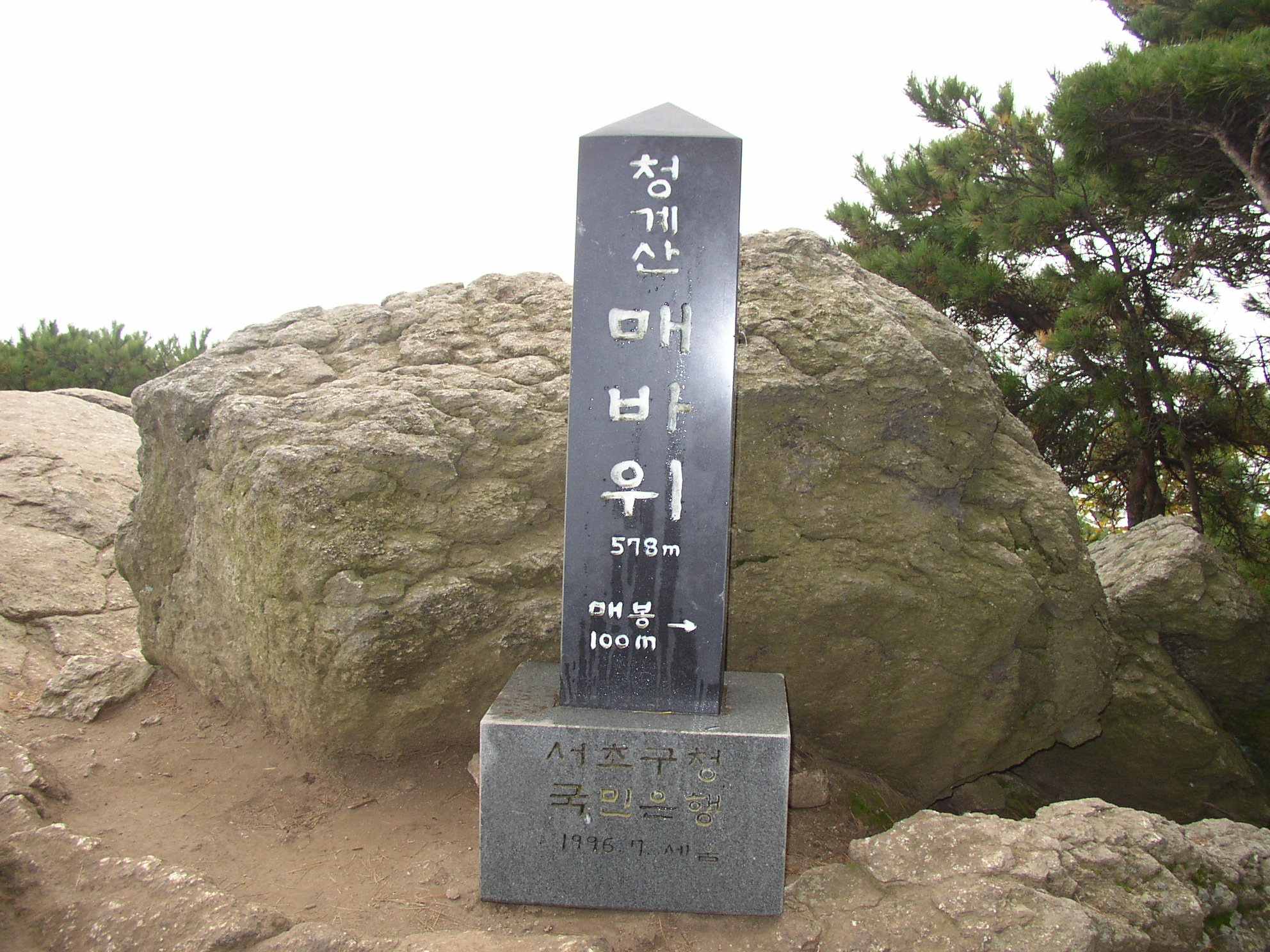
청계산 매바위

세립질 편마암(Fine-grained Gneiss)은 청계산과 서초구 원지동, 신원동, 내곡동 서부 지역에 분포하며 석영(23%), 정장석(20%), 미사장석(18%), 사장석(19%), 흑운모(15%), 연상석(Myrmekite), 규선석, 자류석, 견운모 등으로 구성된다. 청계산의 모암은 호상 흑운모 편마암과 세립질 편마암이 각각 약 45%씩 차지하며 이외에 우백질 편마암, 화강암질 편마암, 산성암맥 및 석회암이 국지적으로 출현한다.

### 운모편암
운모편암(雲母片巖, Mica Schite)은 광진구 중곡동 서부, 능동, 강남구 신사동과 논현동 일부 지역, 강동구 방이동, 천호동, 상일동 지역에 분포하며 암갈색 내지 암녹색의 장석-석영-운모편암으로 구성된다.

### 화강암질 편마암
화강암질 편마암은 양천구 신정동과 내발산동 검덕산, 마포구 상암동 일부 지역에 소규모 분포한다. 이 편마암은 중립 내지 조립질로 고도의 화강암화 작용을 받은 것으로 추정되며 대개 괴상이나 곳에 따라 희미한 엽리를 보인다. 주로 석영, 흑운모, 사장석으로 구성되며 부수적으로 자류석, 백운모, 견운모, 녹렴석, 규선석을 함유한다.

### 허가바위
서울특별시 강서구 가양동 산1-2번지에 있는 허가바위는 선캄브리아기 호상흑운모편마암으로 구성되며, 양천 허씨의 시조 허선문이 구멍 뚫린 바위[孔巖]에서 태어났다는 설화가 전해져 내려온다.

## 중생대대보 화강암
서울특별시의 화강암은 조립질이면서 절리(節理)가 잘 발달하고 풍화 작용에 약하며, 도봉산·백운대·북한산 인수봉과 같은 봉우리가 기암절벽을 만들어 서울 특유의 절경을 보여 주고 있다. 홍제동·안암동·창신동·장위동 등지의 화강암은 1990년대까지 건축재로 사용되었다. 화강편마암은 견고한 암석이지만 접착성이 적기 때문에 쉽게 붕괴되어 봉우리를 이루지 못하나, 작은 기복을 이룬 노년기 지형을 나타내주고 있다. 특히 동작동 부근의 화강편마암은 판형으로 쉽게 벗겨져 온돌의 구들장으로 쓰였고, 화강편마암이 풍화되어 된 천호동의 점토는 벽돌과 옹기 제조의 원료로서 많이 쓰였다.

### 서울 화강암
중생대의 화강암인 서울 화강암(Jurassic Seoul granite) 또는 흑운모 화강암은 서울특별시 종로구, 중구, 서대문구 홍제동, 동대문구, 성동구(중랑천 이북까지) 성북구, 강북구, 노원구, 중랑구 및 북한산, 인왕산, 북악산, 아차산, 응봉산 (서울) 지역에 분포한다. 이 화강암은 대한민국에서 가장 넓게 분포하는 주요 화강암인 대보 화강암의 일부이며, 선캄브리아기의 편마암을 관입하였다.
서울 지질도폭(1982)에 의하면 한국 중부에 분포하는 거대한 화강암 저반(底盤)의 일부로 화강암 내에 선캄브리아기 편마암의 포획암이 흔히 존재한다. 육안상 장석이 담홍색을 띠며 흑운모는 비교적 많지 않다. 뚝섬 지질도폭(1981)에 의하면 조립질 내지 중립질로서 등립상 조직을 나타내며 담홍색을 띤다. 지구 내부와 지표면의 압력 차이로 인해 박리 현상이 일어나 판상 절리가 발달한다.
박병권(1972)에 의하면 서울 화강암의 루비듐-스트론튬(Rb-Sr) 절대 연령은 160±10 Ma로 중기 쥐라기에 해당한다. 서울 화강암의 최대 압축 강도는 1100~1440 kg/cm2이며 서울 화강암 내에 단층과 절리를 생성시킨 압력은 평균 1200 kg/cm2이다.
삼성산~관악산~남태령 일대의 대보 화강암은 암주(巖柱, Stock) 형태를 보이며 흑운모 호상 편마암을 관입하였고 일부는 포획체로 가지고 있다. 주로 흑운모 화강암이며 성분상으로 화강섬록암(Granodiorite)에 가까운 부분도 많다. 조암 광물은 석영, 사장석, 정장석, 미사장석, 흑운모로 구성되며 장석은 전체적으로 홍색이고 관악산 일대에서는 백색을 띤다. 관악산은 전체가 화강암으로 구성되어 있어 빼어난 수십 개의 봉우리와 바위들이 많고 오래된 나무와 온갖 풀이 바위와 어우러져 철따라 변하는 모습이 마치 금강산과 같다 하여 소금강 또는 서쪽에 있는 금강산이라 하여 서금강이라고 한다.
북한산 지역의 서울 화강암
- 인수봉
- 봄의 인수봉
- 겨울의 인수봉
- 인수봉
- 백운대에서 본 인수봉과 도봉산
- 백운대
- 백운대
- 백운대
- 백운대
- 백운대 정상
- 백운대 정상
- 백운대 정상
- 백운대 정상
- 백운대 정상
- 백운대
- 비봉
- 비봉
- 비봉
- 비봉
- 비봉
- 비봉
- 만경대
- 만경대
- 만경대
- 사모바위
- 사모바위
- 거북바위
- 북한산 노적봉
- 숲 체험장
- 바위 위에 올라간 고양이
- 1972년 10월의 북한산
- 화강암 계곡

서울 화강암
- 서울 선바위
- 인왕산 수성동 계곡의 기린교
- 인왕산 백운동 계곡의 백운동천(白雲洞天) 각자
- 옥류동천의 바위글씨
- 안산 (서울)
- 응봉산 (서울)
- 인왕산
- 인왕산
- 인왕산
- 인왕산
- 도봉산
- 도봉산 정상
- 도봉산에서 본 북한산
- 도봉산 선인봉
- 수락산
- 불암산
- 아차산
- 관악산
- 관악산 연주암
- 삼성산 (서울/경기)

### 반상 화강암
반상 화강암은 은평구 진관동과 중랑구 망우동 일대에 분포하는 시대 미상의 화강암이다. 전자는 선캄브리아기 호상 흑운모 편마암을 암주상으로 관입하였으나 서울 화강암과 직접 접하는 곳이 없어 양자의 관계는 불명이다. 후자는 조립 내지 중립질로 중랑구 신내동 검암산~면목동 지역에 경기변성암복합체 호상 편마암의 엽리와 같은 방향으로 발달해 원래 이 지역의 기반을 형성하던 변성퇴적암을 편마암화 내지 화강암화 시킨 것으로 추정된다.

### 암맥
암맥류는 산성 암맥으로 석영맥과 규장암맥이며 은평구 진관동, 종로구 구기동, 평창동, 마포구 상수동-창전동 와우산 등 도처에서 변성암 및 대보 화강암을 관입하였다.

## 단층

### 신갈 단층

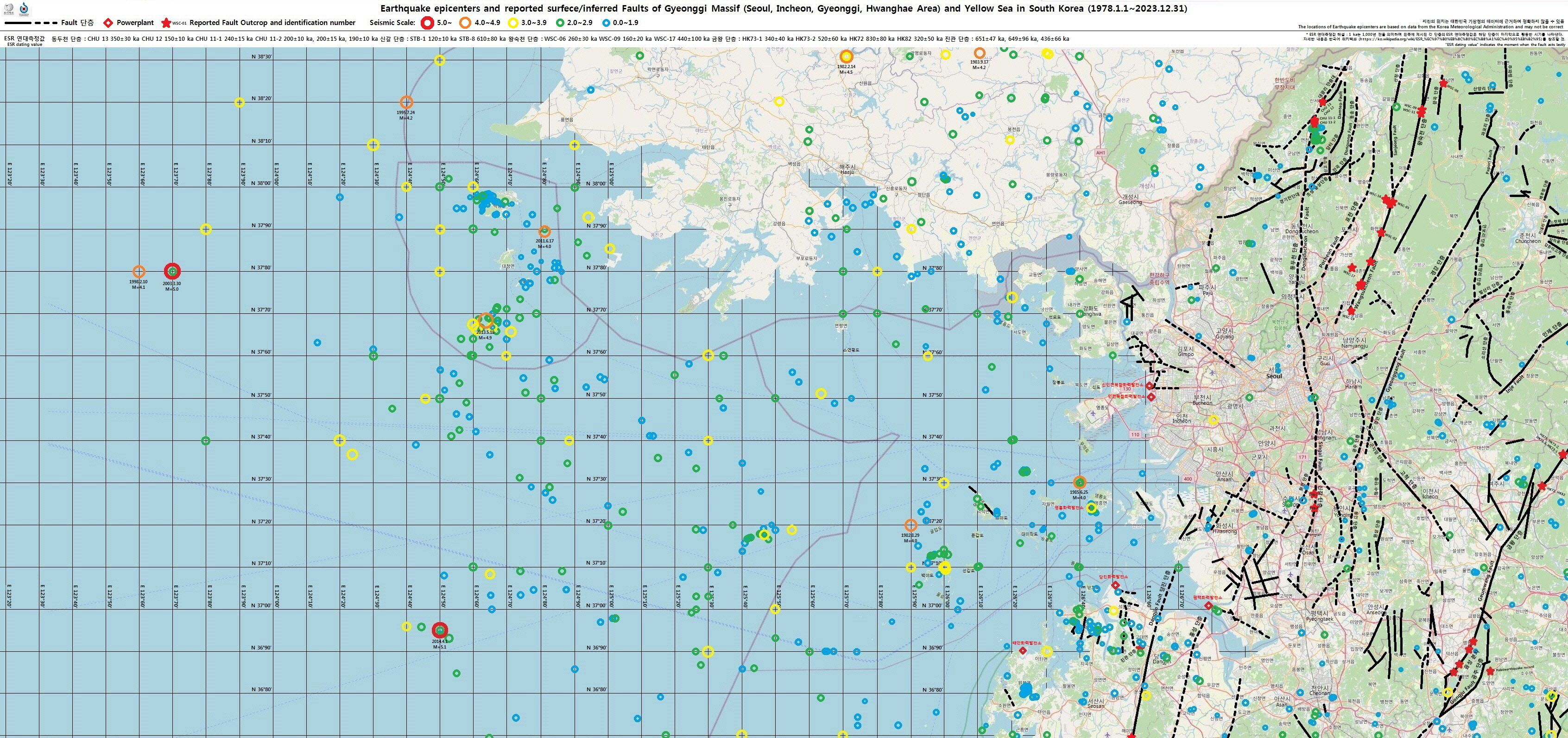
추가령 단층대: 신갈 단층, 왕숙천 단층, 포천 단층

서울특별시를 지나는 신갈 단층은 경기도 연천군에서 서울특별시 동부와 성남시 분당구 등을 지나 평택시까지 이어지는 연장 130 km의 주향 이동 단층으로 추가령 구조곡의 일부이다.
뚝섬 지질도폭(1981)에서는 항공사진 판독과 북쪽으로 의정부 지질도폭(2005), 남쪽으로 둔전 지질도폭(1982)으로 이어지는 직선상의 계곡을 확인하고 중랑천을 따라가는 이 선상구조(lineament)로 가상 단층을 추정하였으며 이를 중랑천 단층으로 명명하였다. 이 단층은 남-북 방향의 대규모 단층인 것으로 추정되었다.

### 아천리 단층
아천리 단층(峨川理 斷層)은 서울특별시 중랑구 면목동에서 구리시 아천동까지 발달하는 북서 80° 방향의 단층으로 단층선을 따라 계곡 지형을 형성한다. 이 단층에 의해 선캄브리아기 경기변성암복합체 호상 편마암이 쥐라기 서울 화강암과 접하며 수평면 상에서 그 이동 거리는 1.5 km이다.

## 같이 보기
- 한국의 지질
- 북한산
- 인왕산